# 解放街道 (柳州市)
解放街道，是中华人民共和国广西壮族自治区柳州市柳北区下辖的一个乡镇级行政单位。

## 行政区划
解放街道下辖以下地区：
欣发社区、河北新村社区、东麟社区、虹桥社区、祥和社区、宏柳社区、友谊社区、明珠社区和瑞泰社区。